# 西崎緑 (初代)
西崎 緑（にしざき みどり、1911年5月16日‐1957年2月18日）は昭和時代の日本舞踊家。父は薬学者の西崎弘太郎。母の弟に病理学者の木村哲二。甥に「宇宙戦艦ヤマト」の映画プロデューサー西崎義展がいる。神奈川県横浜市出身。仏英和高等女学校専門部（現・白百合学園中学校・高等学校）卒業。
正派西川流の初世西川喜洲に入門。その後独立して本名の西崎緑の名で西崎流を創立。「黄塵」(1953)、「日輪」(1955)が代表作。
1955年設立の日本舞踊協会の理事の一人であり、葬儀は日本舞踊協会葬であった。
また、NHKラジオの人気バラエティー番組「とんち教室」のレギュラー出演者としても広く知られた。作家豊田有恒は2017年の著書に、「西崎緑は日本舞踊家だが、当時のバラエティ番組(ラジオ)の人気者で、ぼくの世代なら知らない者はいないほど有名だった。」と書いている。
1954年の東映映画「爆笑天国とんち教室」（渡辺邦男監督）に西崎緑は他の「とんち教室」メンバーとともにゲスト出演している。
タレントで女優の黒柳徹子はNHK放送劇団第5期生になる前年の1953年4月から1年間の第2次養成期間について、著書で、講師の「先生は、一流だった。」と書いたのに続けて「日本舞踊が、西崎緑先生。」と最初に西崎緑の名をあげ、そのあとに十数名の講師名を記している。
1957年2月18日、急性膵炎のため死去。
事実婚の夫で西崎流プロデューサーであった内海通吉は、1958年の編著書『緑の舞扇』(北辰堂)と1981年の自伝『色ざんげ：海軍・西崎流舞踊団』(ことば社)に、西崎緑との生活と西崎の急死後の西崎流の分裂を内海の立場から記している。
西崎緑急死後の西崎流の家元の跡目争議については、当時の新聞や雑誌に、「田村町派」「銀座派」と呼ばれるとともに、田村町派における内海通吉の1958年の新たな結婚、銀座派における1960年の二代目西崎緑選出と派内の反発する一部名取の独立、など、何度も取り上げられている。西崎流はその後も複数に分かれた状態が続く。
なお、事典や西崎死亡当時の新聞記事の一部に、西崎緑の本名を「内海緑」としているものがあるが、内海通吉は上記の著書2冊に西崎とは未入籍であり、
そのため西崎の遺品を相続できなかったと明記しているので、「内海緑」は誤りである。
京マチ子と若尾文子が主演した1958年の大映映画「夜の素顔」(吉村公三郎監督)は初代西崎緑をヒントにした映画である。
ヒット歌謡曲「旅愁」で知られる1960年生まれの西崎緑は、内海通吉の1958年の結婚(のちに離婚)による子。舞踊家としては初代西崎緑の孫弟子で西崎流新宗家を名乗る。二代目西崎緑とは相互に無関係である。